# Tijara
Papinska tijara (trostruka tijara, papinski šešir, lat. triregnum) označava "pokrivalo za glavu" u perzijskih kraljeva i kod papa. 
Jedino papa nosi tijaru, koja se sastoji od tri krune položene jedna povrh druge, a na samom je vrhu križ. Tri krune tijare tumače se na različite načine: označuju Trojstvo, ili trostruku papinsku vlast (zakonodavnu, izvršnu i sudsku), ili su znak triju slojeva kraljevstva Božjega (vjernici na zemlji, duše u čistilištu i blaženi na nebu). U umjetnosti tijara je svetačka oznaka sv. Grgura Velikog i sv. Silvestra. 
Također tri malene zlatne krune simboliziraju i Papino sveopće biskupstvo, njegovu vrhovnu vlast glede jurisdikcije i svjetovnu moć. 
Visina tijare je otprilike 38 cm i okruglog je oblika, izrađena je od srebrne ili zlatne tkanine ukrašene zlatnim kamenjem.
U povijesti je bilo mnogo tijara, a danas ih je ostalo 22. Mnoge tijare pape su dobili na poklon od svjetskih državnika ili poglavara država.
Tijare su tako kroz povijest bile različitog dizajna, a za komparaciju treba spomenuti masu tijare. Najlakša tijara iznosila je 900 g i to je tijara koja je bila izrađena za papu Ivana XXIII. 1959. godine. Toliko je također bila teška i tijara pape Pija XI. iz 1922.  Najteža tijara u papinskoj kolekciji je tijara iz 1804. Ovu tijaru je papi Piju VII. poklonio Napoleon u znak proslave braka s Josephinom i proslave svoje krunidbe za francuskog cara.
Do Drugog vatikanskog sabora pape su nosile tijaru prigodom neliturgijskih slavlja, kao npr. prilikom proglašenje neke dogme ili proglašenja neke osobe svetom.
Tijare su nosili pape Rima i Avignona od Pape Klementa V. (god. 1314.) do pape Pavla VI., koji je okrunjen 1963. Papa Pavao VI. je napustio korištenje tijara nakon Drugog vatikanskog sabora, simbolički je odloživši na oltar u bazilici sv. Petra i poklonivši vrijednost tijare siromašnima i od tog novca izgradio naselje na periferiji Rima za beskućnike. Od tada ni jedan papa nije nosio tijaru, iako na to ima pravo.